# Luís Eduardo Schmidt
Luís Eduardo Schmidt, känd som Edú, född 10 januari 1979 i Jaú, São Paulo, är en brasiliansk fotbollsspelare som spelade som anfallare. Han är svåger till Liverpools försvarare Fábio Aurélio och kusin till Sávio Bortolini Pimentel, som tidigare spelat i Real Madrid. 

## Klubbkarriär

### São Paulo
Edú gjorde 8 framträdanden för São Paulo FC från 1997 till och med 2000.

### Celta Vigo
Sedan flyttade Edú till Spanien och RC Celta de Vigo, där han gjorde 117 framträdanden i La Liga och gjorde 25 mål. Edú blev utlånad till Real Betis när Celta blev nerflyttade säsongen 2004.

### Real Betis
I hans första säsong i Real Betis gjorde Edú ett stort intryck på att hans kamratskap med Ricardo Oliveira var strålande. Han gjorde 11 mål på 32 ligaframträdanden. Fastän han inte hade någon imporenande andrasäsong, skrev Edú officiellt på för Real Betis för €2,0 miljoner under 2006.

## Landslagskarriär
Edú gjorde landslagsdebut mot Australien den 17 november 1999. Det var hans första och enda framträdande för Brasilien.